# Risskålen av järn
Risskålen av järn (kinesiska: 铁饭碗, pinyin: tiě fàn wǎn) är den i Kina populära benämningen på det statliga anställningssystemet som förr garanterade folk arbete, inkomst, bostad, et cetera. Kinas väg mot marknadsekonomi har beskrivits som sönderslagandet av risskålen av järn.[källa behövs] Själva uttrycket, om än inte den verklighet som det syftade på, kan jämföras med det numera sällan hörda svenska talessättet "statens kaka är liten men säker".[källa behövs]